# Villenavotte
Villenavotte är en kommun i departementet Yonne i regionen Bourgogne-Franche-Comté i norra Frankrike. Kommunen ligger i kantonen Pont-sur-Yonne som tillhör arrondissementet Sens. År 2022 hade Villenavotte 162 invånare.

## Befolkningsutveckling
Antalet invånare i kommunen Villenavotte
| Referens: INSEE |